# حالت خاص
حالت خاص اولین مجموعه تلویزیونی شبکه نسیم است که به کارگردانی افشین اربابی در ۳۱ قسمت ۳۵ دقیقه‌ای تولید شده و از ۱ دی ۱۳۹۴ پخش شد.

## داستان
داستان این مجموعه در آسایشگاه خصوصی حالت خاص می‌گذرد که صاحب آن مردی (حسین محب‌اهری) است که پسرش از نظر ذهنی مشکل پیدا کرده است و او خانه خود را به یک آسایشگاه روانی خصوصی تبدیل کرده است به این شرط که تیم مدیریتی آن بتواند از پسر او نیز مراقبت کند. با ورود دکتر وحید خان‌زاده (بیژن بنفشه‌خواه) آسایشگاه دچار تحولات مثبت می‌شود.

## شخصیتها
- دکتر وحید خان‌زاده با بازی بیژن بنفشه‌خواه: روانپزشک مدیر آسایشگاه که در زندگی حرفه‌ای زیاد شکست خورده و برای راه اندازی آسایشگاه حالت خاص انگیزه‌ای مضاعف دارد.
- دکتر کیوان رستگار با بازی یوسف تیموری: پزشک جوانی که برای دریافت مدرک تخصصی روان پزشکی در آسایشگاه مشغول کارآموزی و کار بر روی پایان‌نامه‌اش است.
- تیمور با بازی پوریا رحیمی سام: سرایدار آسایشگاه و دارای مدرک فوق دیپلم مکانیک که به دنبال پیدا کردن شغل بهتر و ترک آسایشگاه است.
- سعیده رشیدی با بازی ملیکا شریفی نیا: مسئول پذیرش آسایشگاه که بارها در کنکور شرکت کرده ولی قبول نشده است.
- لبخند باریک بین با بازی الیکا عبدالرزاقی: پرستار با دقت و وسواسی آسایشگاه که به دکتر خان‌زاده علاقه دارد و در نهایت با او ازدواج می‌کند.
- بهرام با بازی مهرداد ضیایی: پسر صاحب آسایشگاه که بسیار باسواد است و همین مسئله روی تعادل روانیش اثر گذاشته است.
- آقای قمیشی با بازی پیمان فاطمی: مسئول بوفه آسایشگاه که به شدت عاشق شعر و ادبیات است و اگر کسی هنگام خرید شعری بخواند به او تخفیف می‌دهد.

## بازیگران
| نام بازیگر       | نقش                             |
| ---------------- | ------------------------------- |
| بیژن بنفشه‌خواه   | دکتر وحید خان‌زاده               |
| یوسف تیموری      | دکتر کیوان رستگار               |
| پوریا رحیمی‌سام   | تیمور                           |
| ملیکا شریفی‌نیا   | سعیده رشیدی                     |
| الیکا عبدالرزاقی | لبخند باریک بین                 |
| پیمان فاطمی      | آقای قمیشی، مسئول بوفه آسایشگاه |
| سید مهرداد ضیایی | بهرام، پسر صاحب آسایشگاه        |
| حسین محب‌اهری     | صاحب آسایشگاه                   |
| علیرضا خمسه      | بازیگر مهمان                    |
| رضا شفیعی‌جم      | بازیگر مهمان                    |
| نگار عابدی       | بازیگر مهمان                    |
| روشنک عجمیان     | بازیگر مهمان                    |
| علی صادقی        | بازیگر مهمان                    |